# Milan Milošević
Milan Milošević (Bileća, 26 de septiembre de 1985) es un baloncestista bosnio que pertenece a la plantilla de los Piratas de Los Lagos de la Liga BásquetPro de Ecuador. Con 2,05 metros de estatura, juega en la posición de alero y ala-pívot.

## Trayectoria deportiva

### Profesional
Comenzó su carrera profesional en su país, en el KK Hercegovac en 2003, de donde pasó al KK Sloboda Tuzla, donde permaneció tres temporadas, hasta 2008, cuando salió por primera vez a jugar fuera de su país, concretamente al Estrella Roja de Belbrado, donde compitió en la Liga del Adriático, promediando 4,4 puntos y 2,4 rebotes por partido.
Regresó a su país en 2009, para fichar por el Bosna Sarajevo. Allí incrementó sus estadísticas hasta los 9,5 puntos y 4,4 rebotes por partido. Al año siguiente fichó por el Keravnos B.C. de la liga de Chipre, equipo con el que compitió en el FIBA Eurochallenge, promediando 9,0 puntos y 4,5 rebotes.
En 2011 fichó por el KK Budućnost Podgorica montenegrino, con el que ganó en 2012 la Liga y la Copa de aquel país, promediando 4,2 puntos y 3,2 rebotes por partido en todas las competiciones en las que participó. En 2013 continuó su periplo por las ligas de la península balcánica fichando por el KK Zlatorog Laško de la liga de Eslovenia, donde jugando por fin como titular indiscutible promedió 14,1 puntos y 8,6 rebotes por partido.
Esa buena actuación le permitió fichar por una temporada por el AEK Atenas griego al año siguiente, donde actuó como suplente de Dusan Sakota en el puesto de ala-pívot. Promedió 6,7 puntos y 5,6 rebotes, consiguiendo que le renovaran el contrato.
El 28 de mayo de 2024 se anunció su incorporación a los Piratas de Los Lagos de la Liga BásquetPro de Ecuador.

### Selección nacional
Milošević es miembro desde 2009 de la selección de Bosnia-Herzegovina, con la que ha disputado los EuroBasket de 2009, 2011 y 2015, además de numerosos partidos para la clasificación a ese torneo y a la Copa Mundial de Baloncesto.